# Талал Абу-Газале

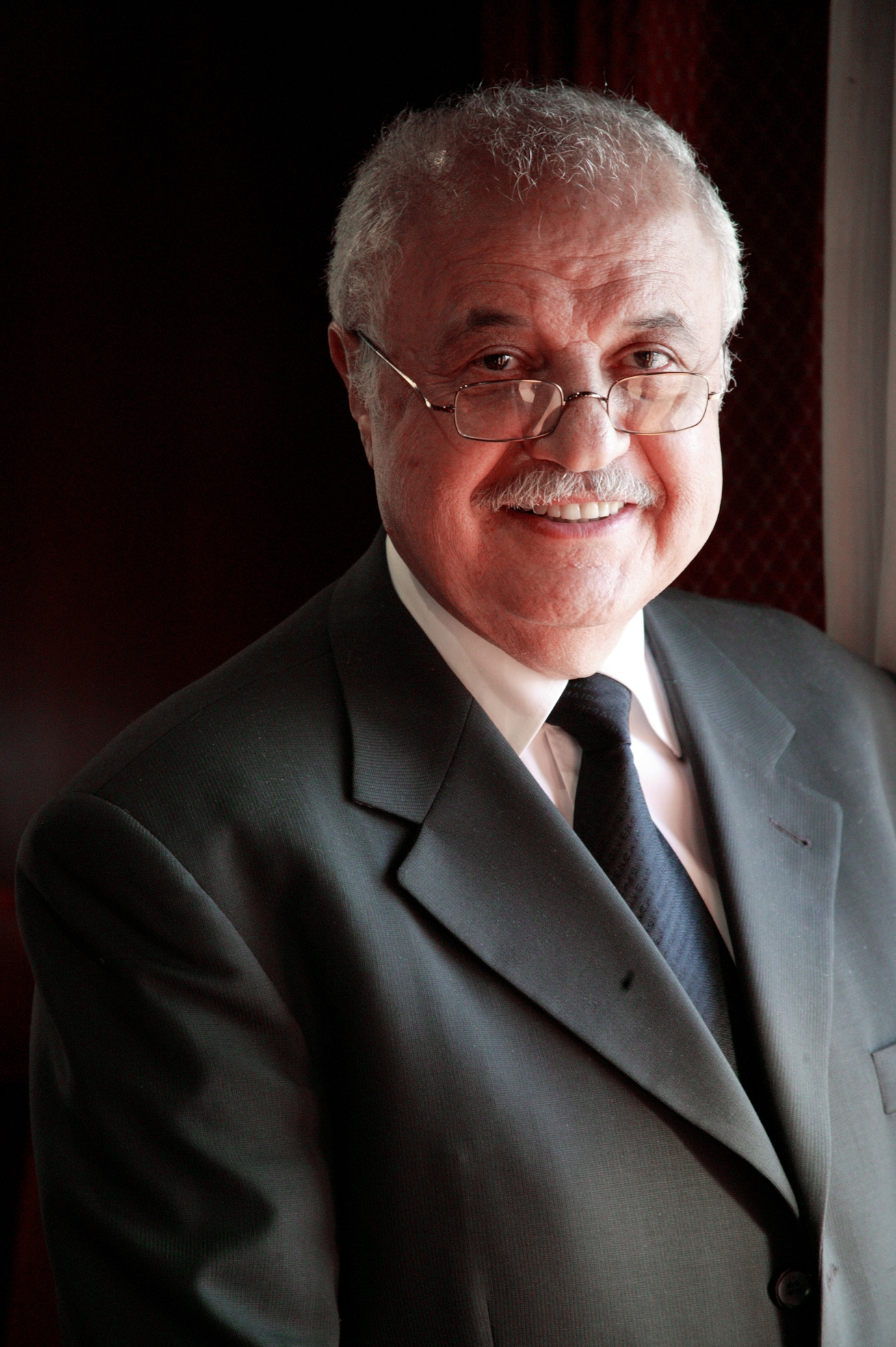

Талал Абу-Газале (араб. طلال أبوغزاله‎) — иордано-палестинский бизнесмен. Родился 22 апреля 1938 в Палестине, в городе Яффо. В 1972 году основал организацию «Талал Абу-Газале» (TAG-Org), которая является ведущим глобальным провайдером профессиональных и образовательных услуг в 80 представительствах в разных регионах мира. Талал Абу-Газале признан одним из самых влиятельных лидеров в арабском мире и на международной арене. За время своей деятельности он получил большое количество наград и отличий за свои достижения и внес выдающийся вклад в развитие образования, бухгалтерского учёта, интеллектуальной собственности, бизнес администрирования и менеджмента, коммерции, информационных и коммуникационных технологий, науки и техники, а также отраслей права. Создавая свои учреждения, Талал Абу-Газале опирается на тонкое ощущение истории и видение возрождения арабских и исламских миров.

## Почетные премии
- Премия Абу-Газале за социальную ответственность, выпущенная CSR за его заслуги в социальных инициативах, Королевство Бахрейн (2014).
- Арабская премия в области инноваций СМИ от Его Высочества шейха Джабера Мубарака аль- Хамад Аль-Саббах, Кувейт (2012).
- Премия «Человек года» от Палестинского международного института, Хашимитское Королевство Иордании (2012).
- Премия «Арабский деятель в области ИКТ» от Союза арабских ассоциаций в области ИКТ, Королевство Бахрейн (2010).
- Почетная награда, Арабская федерация по охране прав интеллектуальной собственности (AFPIPR), Иорданское Хашимитское Королевство, (2009).
- Международная премия за жизненные достижения, ОАЭ (2008).
- Премия Зала славы Академии в области интеллектуальной собственности, США (2007).
- Международная премия Золотой Меркурий от Его Королевского Высочества принца Халифа бен Сальмана Аль-Халифа, Королевство Бахрейн (1978).
- Премия «Аль-Джазира» за жизненные достижения, Катар (2004).

## Деятельность руководителя компании
Его Превосходительство г-н Талал Абу — Газале также возглавляет следующие советы, форумы и
университеты:
- Ассоциация иорданского Национального оркестра — JOrchestra (2014).
- Целевая группа Арабской экономической хартии, Иорданское Хашимитское Королевство (2013).
- Китайско — арабский экономический и культурный форум, Иорданское Хашимитское Королевство (2013).
- Форум театральных критиков, Иорданское Хашимитское Королевство (2013).
- Арабская коалиция отраслей сферы услуг, Доха, Катар (2012).
- Университетский колледж бизнеса Талала Абу-Газале (TAG-UCB), Манама, Королевство Бахрейн (2012).
- Международный университет Талала Абу-Газале, Амман, Иорданское Хашимитское Королевство (ТAGI-UNI) (2012).
- Форум по развитию экономической политики (EPDF), Амман, Иорданское Хашимитское Королевство (2011 — по настоящее время).
- Сеть образовательных и научно- исследовательских учреждений в арабских государствах, (ASREN) (2010 — по настоящее время).
- Форум по глобальным проблемам, Женева, Швейцария (2010—2011).
- Глобальный альянс ООН за ИКТ и развитие(GAID), Нью-Йорк, США (2009—2010).
- Афро-азиатский Совет по обществознанию, Египет (2009).
- Совет директоров, Глобальный договор ООН, Нью-Йорк, США (2007—2008).
- Арабская организация по обеспечению качества образования (AROQA), Брюссель, Бельгия (2007-настоящее время).
- «Эвиан Груп», административный совет, Женева, Швейцария (2006—2009).
- «Эвиан Груп» — арабский регион (EGAR) (2006—2009).
- Комитет Энциклопедии мастерства и цивилизации, Эр-Рияд, КСА (2008).
- Действия бизнеса в поддержку информационного общества (BASIS), Международная торговая палата (ICC), Париж, Франция (2006—2008).
- Попечительский совет «Перспектива Европы», Париж, Франция (2005—2007).
- Целевая группа Организации Объединённых Наций по информационно-коммуникационным технологиям (UN ICT TF), Нью-Йорк, США (2004—2006).
- Консультативный комитет по управлению интернетом, целевая группа Организации Объединённых Наций по информационно-коммуникационным технологиям (UN ICT TF), Нью- Йорк, США (2003—2004).
- Международная торговая палата, целевая группа (ICC TF) по управлению интернетом, Париж, Франция (2003—2004).
- Арабское общество посредничества и арбитража в области интеллектуальной собственности (AIPMAS), Амман, Иорданское Хашимитское Королевство (2003-настоящее время).
- Комиссия по электронному бизнесу, информационным технологиям и телекоммуникациям, Международная торговая палата(ICC), Париж, Франция (2001—2008)
- Целевая группа Организации Объединённых Наций по информационно-коммуникационным технологиям(UN ICT TF), Нью-Йорк, США (2001—2004).
- Арабская региональная сеть целевой группы ООН по информационно- коммуникационным технологиям (UN ICT TF), Нью-Йорк, США (2001—2004).
- Рабочая группа по развитию человеческих ресурсов и наращиванию кадрового потенциала (HRCB) в ООН (UN ICT TF), Нью-Йорк, США (2001—2002).
- Консорциум арабских интернет имен (AINC), Амман, Иорданское Хашимитское Королевство (2001).
- Общество экспертов лицензирования — арабские страны (LES-AC), Амман, Иорданское Хашимитское Королевство (1998-настоящее время).
- Комитет экспертов по профессиональной квалификации стандартов ООН, Женева, Швейцария (1995—1998).
- Межправительственная рабочая группа экспертов ООН по международным стандартам учёта и отчетности (ISAR), Нью-Йорк, США (1995—1996).
- Комитет по делам новых индустриально развитых и развивающихся стран(IASC), Комитет по международным стандартам финансовой отчетности, (1989—1992).
- Арабское общество управления знаниями (AKMS), Нью-Йорк, США (1989-настоящее время).
- Арабское общество интеллектуальной собственности (ASIP), Мюнхен, Германия (1987-настоящее время); консультант Всемирной организации интеллектуальной собственности (WIPO).
- Международное арабское общество дипломированных бухгалтеров (IASCA), Лондон, Великобритания (1985-настоящее время); консультант при Экономическом и Социальном Совете ООН (ECOSOC).

## Членства
- Член консультативного совета Хамдан бин Мохаммед Университета Смарт, Объединённые Арабские Эмираты (2014)
- Член Бреттон-Вудского комитета, США (2014)
- Всемирный посол региональной сети по социальной ответственности (CSR), Королевство Бахрейн (2014)
- Королевская комиссия по укреплению принципа добросовестности, Иорданское Хашимитское Королевство (2013).
- Совет по отношениям арабских стран со странами Латинской Америки и Карибского бассейна (CARLAC), ОАЭ (2013).
- Член группы экспертов по вопросам будущего мировой торговли во Всемирной торговой организации (WТО), Швейцарии (2012).
- Фестиваль мыслителей, ОАЭ (2011)
- Международный консультативный совет университета Бахрейн, Королевство Бахрейн (2010—2011).
- Международный консультативный комитет, E-City для короля Хамада ибн Иса Аль-Халифа, Королевство Бахрейн (2009)
- Почетный член совета, Организация солидарности народов Азии и Африки (2008)
- Член исполнительного совета, Международная торговая палата (ICC), Франция (2007—2009)
- Совет попечителей, Арабская организация по борьбе с коррупцией, Ливан (2007)
- Совет директоров, Глобальный договор ООН, США (2006—2008)
- Консультативный совет, «Эвиан Груп», Швейцария (2005—2009)
- Совет директоров, Фонд короля Хусейна, США (2005).
- Международный консультативный совет, Всемирная коалиция, США (2005).
- Совет директоров, Консультативный совет" World links" арабских стран, США (2004—2005).
- Совет директоров, всемирный"World links", Вашингтон, США (2003—2004).
- Консультативная группа государственного сектора, Международная федерация бухгалтеров (IFAC), США (2003—2006)
- Совет попечителей онкологического центра короля Хусейна (KHCC), Иорданское Хашимитское Королевство (2003—2006).
- Совет попечителей, Национальная музыкальная консерватория (NMC), Иорданское Хашимитское Королевство (2003—2005).
- Консультативный совет, Сообщество экономики знаний, Портал развития, Всемирный банк, США (2002—2005)
- Консультативный совет, Консультативный комитет по промышленности, Всемирная организация интеллектуальной собственности (ВОИС), Швейцария (1999—2000).
- Совет консультантов, ближневосточный совет Центра стратегических и международных исследований, США (1995—1997).
- Член Совета, Совет международной федерации бухгалтеров (IFAC), США (1992)
- Член Совета, Комитет по международным стандартам финансовой отчетности (IASC), Великобритания (1988—1990)
- Член Форума арабской мысли, Амман, Иордания (1988 года)
- Член Совета, Комитет по международной аудиторской практике (IAPC) при МФБ (IFAC), США (1987—1990)
- Совет управляющих, Центр «Кек» по международным стратегическим исследованиям, США (1985—1988)
- Попечительский совет, Американский университет в Бейруте, Ливан (1980—1982)

## Патронаж в сфере музыкального искусства
- Попечитель второй конференции современности (модернити): «Художественное сотрудничество Файруз и Зияд Рахбани, программа Аниса Макдиси в области литературы», Американский университет в Бейруте (АУБ), Ливан (2006).
- Попечитель, симфонии Валида Гольмие (2006).
- Частный концерт Рамзи Яссы и Гады Ганем, Кембридж, Великобритания (август 2004).
- Попечитель " L’Association pour le Rayonnement de l’Opéra national de Paris (AROP) (с 2004 года).
- Совет попечителей и председатель Национальной музыкальной консерватории (NMC), Амман, Иорданское Хашимитское Королевство (2003—2005 годы).
- Ливанский Национальный симфонический оркестр (LNSO) (с 2003 года).
- l’Opéra де Пари (с 2001 года).
- Концерт зальцбургского оркестра Моцартеум, Зальцбург, Австрия (22 июля 2000).
- 28 Генеральная Ассамблея Международного Музыкального Совета, Петра, Иорданское Хашимитское Королевство (22-25 сентября 1999 года).
- Концерт, посвященный Золотому юбилею TAGO, Лондон, Великобритания (июль 1997 г.)
- Частный концерт Рамзи Яссы, Сиэтл, США (май 1994 г.).
- Попечитель, Freunde Der Salzburger Festspâele (с 1976 года).

## Инициативы TAG-Org
- Разработка и производство «TAGITOP», мощный современный ноутбук, обладающий портативностью нетбука.
- Разработка и производство «TAGITOP», мощный современный ноутбук, обладающий портативностью нетбука.
- Общество Знаний Талала Абу-Газале, которое дает возможность арабской молодёжи стать частью корпоративной ответственности TAG-Org.
- «Премия Знаний» Талала Абу-Газале: предоставляет стипендии отличившимся палестинцам, для обучения в TAG-SB.
- Грант Талала Абу-Газале для жителей Западного берега и сектора Газа для получения квалификации профессионального аудитора.
- Грант для успешных выпускников арабских вузов в области бухгалтерского учёта для достижения квалификации профессионального аудитора.
- Премия «Адель Аль-Саади» за выдающиеся достижения, созданная для лучшего студента Арабского Сообщества аудиторов.
- Электронная Арабская Энциклопедия (TAGEPEDIA)
- Талал Абу-Газале Центр бизнес исследований в Канизийском колледже.
- Премия за лучший рассказ «Ужасное эхо», Высший Совет по искусству, литературе и социальным наукам в Объединённой Арабской Республике, для студентов высших учебных заведений в арабских странах.

## Словари
- Талал Абу-Газале ИКТ словарь, 2-е издание (2013)
- Талал Абу-Газале ИС словарь, 2-е издание (2013)
- Талал Абу-Газале Словарь патентов, (2012)
- Талал Абу-Газале Юридический словарь, (2012)
- Талал Абу-Газале Словарь словосочетаний, (2012)
- Талал Абу-Газале ИКТ словарь, 1-е издание (2008)
- Талал Абу-Газале Бухгалтерия и Бизнес словарь (2001)
- Талал Абу-Газале ИС словарь, 1-е издание (2000)
- Талал Абу-Газале Англо-арабский словарь бухгалтерского учёта, 1-е издание (1978)

## Инициативы по корпоративной социальной ответственности
- В области образования и научных исследований
  - Арабская организация для сетей научных исследований и образования.
  - Арабская организация по обеспечению качества образования.
  - Талал Абу-Газале Высшая школа бизнеса, (Иордания)
  - Талал Абу-Газале Университетский Колледж бизнеса (TAG-UCB), (Бахрейн)
  - Талал Абу-Газале «Международный университет».
  - ЮНЕСКО и TAG-Org: партнерство по ИКТ показателям в области образования.
  - Талал Абу-Газале Центр Конфуций для повышения осведомленности в области арабо-китайских общих культурных ценностей (TAG- Confucius).

- В сфере общественной деятельности
  - Электронный «Иерусалим маркет» в поддержку палестинских арабов в Иерусалиме. Это электронный портал и прямой коммерческий рынок между Палестиной и внешним миром.
  - Палестинский рынок, электронный портал для упрощения деятельности палестинских бизнесменов с мировым бизнесом.
  - Иорданская Ассоциация семейных компаний по повышению осведомленности и развитию стандартов управления.
  - Сотрудничество TAG-Org с Катарским Центром поддержки гражданского общества и региональной сетью по вопросам корпоративной социальной ответственности.
  - Профессиональные услуги по развитию деятельности и эффективности Иорданского информационного агентства (Петра)
  - Талал Абу-Газале Форум знаний «Пространство для диалога и обмена знаниями».
  - Центр управления для повышения уровня осведомленности и осуществления социальной роли в служении обществу.
  - Талал Абу-Газале Кембриджский Центр ИТ навыков: вклад в строительство общества знаний.
  - Талал Абу-Газале центр по реконструкции компьютеров и их распределению между благотворительными организациями и школами.
  - Центр электронного обучения в лагере Газа, для обеспечения молодёжи знаниями и навыками в области ИТ.
  - Сотрудничество TAG-Org и Международной организации по оказанию помощи: обучение большого количества людей в Иордании предпринимательским навыкам.
  - Поддержка и обучение исследователей и студентов и подготовка их для рынка труда.
  - Программа по расширению социально-экономических возможностей женщин в Бахрейне в сотрудничестве с Верховным Советом женщин.
  - Программа подготовки выпускников университетов, живущих в лагерях беженцев в Иордании.
  - Конкурс судебных дебатов для подготовки студентов юридических факультетов к процессам оспаривания судебного решения в области интеллектуальной собственности.
  - «Проверь свои знания» — конкурс на знание символов товарных знаков.
  - Арабская Сеть ИКТ для улучшения социального развития малообеспеченного населения региона.
  - Сотрудничество с ассоциациями бухгалтерского учёта и аудита в арабском мире.
  - Развитие арабских законов в области интеллектуальной собственности.
  - TAG-Org является партнером премии принца Султана бин Абдель Азиз в сфере молодёжного бизнеса.

## Профессиональные публикации
- «Императивные программы реформ ВТО», Женева (2013)
- «ВТО на перекрестке», Женева (2012)
- «Арабский дипломированный бухгалтер по управленческому учёту», (2012).
- «Руководство по использованию международных стандартов аудита в ходе проверок субъектов малого и среднего бизнеса».
- «Карманное руководство по международным стандартам финансовой отчетности (МСФО)».
- «Руководство по контролю качества на малых и средних предприятиях»
- «Исламское Коммерческое право», (2010).
- «Исламское банковское дело и такафул», (2010).
- «Исламские рынки капитала и их инструменты», (2010).
- «Бухгалтерский учёт для учреждений Международного фонда (IF)», (2010).
- «Перспективные лидеры», журнал Высшей школы бизнеса TAG,(2010).
- «Международный стандарт финансовой отчетности для субъектов малого и среднего бизнеса», (2009).
- Международное лицензионное общество (LESI), «Руководство по передовому лицензированию», (2007).
- «Руководство по борьбе с отмыванием денег», (2006).
- «Руководство по корпоративному управлению», (2006).
- Международные стандарты финансовой отчетности (МСФО), «Учебное пособие и руководство», (2006-2008-2011).
- «Справочник Всемирной организации по интеллектуальной собственности (ВОИС): политика, законодательство и использование», официальная арабская версия, (2005).
- «Международные стандарты бухгалтерского учёта в государственном секторе», официальный арабский перевод, (2005).
- «Руководство по правовым срокам хранения торговых книг и аудиторских рабочих документов», официальный арабский перевод, (2004).
- «Международные стандарты финансовой отчетности», официальный арабский перевод, (2003—2013).
- "Сборник международных стандартов аудита, гарантий и этических принципов (2001—2013).
- «Международные стандарты финансовой отчетности в государственном секторе», официальный арабский перевод, (2001—2013).
- «Международные стандарты аудита и Кодекс профессиональной этики» официальный арабский перевод, (2001).
- «Законы об интеллектуальной собственности в арабских странах», английский перевод, (2000).
- «Международные стандарты бухгалтерского учёта», официальный арабский перевод, (1-е издание 1999, 2-е издание 2000, 3-е издание 2001 год).
- «Бизнес-справочник Всемирной торговой системы», официальный арабский перевод, (1999).
- «Бухгалтерский учёт и финансовая отчетность за экологические издержки и финансовые обязательства», официальный арабский/английский перевод, (1999).
- «Законы о товарных знаках в арабских странах: руководства», (1998).
- «Международные стандарты аудита», официальная арабская версия, (1-е издание 1998, 2-е издание 2001, 3-е издание 2002 год).
- «Бизнес-справочник Всемирной торговой системы», официальный арабский перевод, (1-е издание 1998, 2-е издание 2000).